# هوجو مونستربرغ
هوجو مونستربرغ (بالإنجليزية: Hugo Münsterberg)‏ (1 يناير 1863 – 16 ديسمبر 1916) هو عالم نفس ألماني وأمريكي الجنسية. كان واحدًا من الرواد في علم النفس التطبيقي، إذ وسع أبحاثه ونظرياته إلى المجالات الصناعية أو المؤسسية، والطبية والكلينيكية والتربوية والتجارية. وواجه مونستربرغ اضطراب هائل مع اندلاع الحرب العالمية الأولي. فكان حائرًا بين ولائه للولايات المتحدة وبينه وطنه، فكثيرًا ما دافع عن أعمال ألمانيا، جاذبًا بذلك ردود أفعال متباينة للغاية.

## التحصيل العلمي

### مقارنات مع فونت وجيمس
كانت واحدة من النقاط الكبرى التي اختلف فيها مونستربرغ مع فونت هي تعارض وجهات نظرهم حول الكيفية التي ينبغي أن يُمارس بها علم النفس. فيجب على علم النفس بالنسبة لفونت أن يكون علم بحت مستقل عن الأمور التطبيقية، بينما أراد مونستربرغ تطبيق المبادئ السيكولوجية التي يمكن تطبيقها على الأمور العملية. وكان مونستربرغ يدرس الممارسات الإرادية عن طريق منهج الاستبطان، وذلك أثناء عمله كباحث مساعد لدى فونت، إلا أنهم اختلفوا حول المبادئ الأساسية. فاعتقد فونت أن الإرادة الحرة سوف تظهر بوصفها عنصرًا واعيًا للذهن خلال عملية الاستبطان، في حين لم يرى مونستربرغ ذلك. اعتقد مونستربرغ أننا في حين نستعد للسلوك فإننا نواجه بشكل واعي هذا التأهب الجسدي ونفسره بشكل خاطئ بإرادة التصرف على نحو معين. وتُدعم معتقدات مونستربرغ تفسيره لنظرية الفكرة المُحركة للسلوك عند جيمس. فيرى مونستربرغ أن السلوك ينتج عنه الأفكار. بينما يرى جيمس أن الأفكار هي التي تنتج السلوك. هناك أيضًا تشابهات بين نظرية جيمس في الانفعالات وبين تحليل مونستربرغ للسلوك الإرادي. فالانفعالات بالنسبة لنظرية جيمس-لانج هي مُنتج ثانوي لردود الأفعال الجسدية الناتجة عن الموقف. بينما يرى مونستربرغ أن الشعور بالسلوكيات المتعمدة ينتج من الوعي بالسلوك الخفي، أو أن الاستعداد للسلوك بعلانية ينتج من الموقف. وتأتي التجربة الواعية في كلتا الحالتين كنتيجة للسلوك. ونشر في عام 1900 كتابه (أساسيات علم النفس) والذي أهداه إلى جيمس. وأصبح مونستربرغ لاحقًا غير راض عن توجه جيمس الليبرالي تجاه الفلسفة وعلم النفس. فلم يكن راضيًا عن قبول جيمس للتحليل النفسي الفرويدي والظواهر النفسية والتصوف الديني، داخل مجال علم النفس. فقال مونستربرغ أن التصوف والوسائط أشياء تختلف تمامًا عن علم النفس. فعلم النفس التجريبي لا يختلط مع هذا الهراء النفسي.

### علم النفس التطبيقي
تحولت اهتمامات مونستربرغ بمرور الوقت، إلى العديد من التطبيقات العملية للمبادئ السيكولوجية، إذ شعر بالأهمية الشديدة لتحمل علماء النفس مسئولية إظهار المعلومات التي يمكن استعمالها بعد ذلك في تطبيقات العالم الواقعي. ويُعد في الحقيقة أول من طبق المبادئ السيكولوجية على المجال القانوني، مؤسسًا بذلك علم النفس الشرعي. فكتب عدة مقالات حول تطبيق المعلومات السيكولوجية في المواقف القانونية. وكان الغرض الأساسي في معظم تلك المقالات هو شهادة شهود العيان، ومن ثمّ يمكن فحص صلاحية ما يقوله الشهود. وطبق أيضًا المبادئ السيكولوجية على مجال علم النفس الكلينيكي، محاولًا مساعدة أولئك الذين يعانون من العديد من الأعراض المختلفة.

### علم النفس الشرعي
نشر مونستربرغ في عام 1908 كتابه المثير للجدل (على منصة الشهود)، والذي يمثل مجموعة من مقالات التي نشرها سابقًا في المجلات، إذ ناقش العديد من العوامل السيكولوجية المختلفة التي يمكن أن تغير من نتيجة المُحاكمة، وتمهد الطريق نحو وسائل عقلانية وعلمية من أجل استقصاء الحقائق التي يزعمها الشهود، وذلك عن طريق تطبيق علم النفس التجريبي على قسم القانون. ويعود إليه الفضل أيضًا في كونه من أوائل الذين توجهوا نحو دراسة هيئة المحلفين. فيقول أن المحامي بمفرده هو الشخص العنيد. ويظهر المحامي والقاضي وهيئة المحلفين متيقنين من عدم احتياجهم لعالم النفس التجريبي.. فيعتبرون أن مواهبهم القانونية وحسهم المشترك أمورًا كافية لتزويدهم بكل ما يحتاجون وأكثر.. فيبدو في إطار القانون أنه ليس ضروريًا الاعتماد ببساطة على التقارير المتخصصة للأبحاث العلمية، بل إجراء المناقشة في أكثر صورها الشعبية الممكنة أمام المحكمة على نطاق واسع بالنسبة للمتلقي العام. فيعزز من موقف مونستربرغ أنه في حين يثق المحامي والقاضي وهيئة المحلفين في قدراتهم، فإن استخدامه لعلم النفس التجريبي قادرًا على إظهار العيوب في طريقة تفكيرهم.

### علم النفس الكلينيكي
ارتكز مونستربرغ على أساس نظرية التوازي السيكوفيزيقية (النفسية-الفيزيائية) والتي تُحاجج بأن كل العمليات الفيزيائية لها عمليات موازية في المخ. واعتقد بوجود سبب أيضي-خلوي لبعض الأمراض العقلية (العصبية)، وشُخصت على أساس ملاحظاته السلوكية لردود أفعال الأشخاص الذين أجرى معهم مقابلات. وألف كتابًا بعنوان (العلاج النفسي) في عام 1909، قائمًا على أبحاثه في المسائل الخاصة بالذهن. وعرَّف العلاج النفسي بوصفه ممارسة علاج المريض من خلال التأثير على الحياة العقلية.. ربما من خلال العقاقير والأدوية أو من خلال الكهرباء أو الوصول للأعماق أو الحمية الغذائية. ورأي العديد من المرضى المصابين بأمراض عقلية عندما كان يحاول فهم أسباب السلوك غير السوي. واختار ألا يتقاضى رسوم على خدماته التي يقدمها لهم لأنه كان يراهم لأسباب علمية، محاولًا أن يفهم أسباب السلوك غير السوي. وقام علاجه بشكل أساسي، والذي كان مُطَبقًا على مدمني الكحول والعقاقير ومرضى الرهاب والضعف الجنسي، على إقناع مرضاه بفكرة إمكانية توقع التحسن كنتيجة لمجهودهم. واستعمل أيضًا فكرة الخصومة العكسية والتي تقوم على تقوية الأفكار المضادة للسلوك المسبب للمشكلات. ولم يعتقد مونستربرغ في إمكانية علاج مرض الذهان نتيجة اعتقاده في أن سبب هذا المرض هو تلف أو تدهور الجهاز العصبي.

### علم النفس الصناعي
كان مونستربرغ معجبًا بفريدريك وينسلو تايلور والذي كتب إليه في عام 1913: هدفنا هو رسم الخطو العريضة لعلم جديد، إذ يتوسط بين علم النفس المعملي الحديث وبين مشكلة الاقتصاد. وكان علم النفس الصناعي مستقلًا عن الآراء الاقتصادية والمصالح المتنازع عليها. وتعتبر مؤلفات مونستربرغ عن (المهنة والتعليم 1912) و(علم النفس والكفاءة الصناعية 1913) من المؤلفات التي تمثل عادة بدايات ما يُعرف اليوم باسم علم النفس الصناعي. تعاملت كتبه مع العديد من الموضوعات التي اشتملت على اختيار العمال الذين لديهم شخصيات وقدرات عقلية أكثر ملائمة لبعض أنواع المهن، بوصف ذلك أفضل أسلوب لزيادة الدافعية والأداء والاستمرار في العمل، وطرق زيادة كفاءة العمل وأساليب التسويق والإعلان. واقترح في مقالته (علم النفس والسوق) في عام 1909 أنه يمكن استخدام علم النفس في العديد من التطبيقات الصناعية المختلفة بما في ذلك الإدارة والقرارات المهنية والإعلانات والأداء الوظيفي وتحفيز الموظفين.
ناقش مونستربرغ في كتابه (علم النفس والكفاءة الصناعية) عام 1913، العديد من الموضوعات المختلفة المهمة للغاية بالنسبة لمجال علم النفس الصناعي الراهن. كان هدفه هو رسم الخطوط العريضة للعلم الجديد الذي يتوسط بين علم النفس المعملي الحديث وبين مشاكل الاقتصاد: إذ توضع التجربة السيكولوجية بشكل منهجي في خدمة التجارة والصناعة. واختار ثلاثة وجهات نظر كان يعتقد في أهميتها الخاصة بالنسبة لعلم النفس الصناعي، ومن ثمّ سعى نحو الإجابة على تلك الأسئلة. وتشمل تلك الأسئلة الثلاثة على: كيف يمكننا العثور على الشخص الذي تجعله خصائصه العقلية الأكثر ملائمة للعمل الذي يؤديه؛ ثانيًا، في ظل أي شروط سيكولوجية يمكن أن نؤمن أكبر وأكثر مُخرج مرُضي في العمل من كل شخص؛ وأخيرًا، كيف يمكننا إنتاج أكبر التأثيرات على أذهان البشر بشكل كامل والتي تكون مطلوبة لمصلحة العمل. وبمعنى آخر، فإننا نسأل عن كيفية العثور على: أفضل شخص ممكن، وكيفية إنتاج أفضل عمل ممكن، وكيفية تأمين أفضل الآثار الممكنة.

## روابط خارجية
- هوجو مونستربرغ على موقع الموسوعة البريطانية (الإنجليزية)